# Urahoro
Urahoro (浦幌町, Urahoro-chō) est un bourg du district de Tokachi, situé dans la sous-préfecture de Tokachi, sur l'île de Hokkaidō, au Japon.

## Géographie

### Situation
Le bourg d'Urahoro est situé dans l'est de la sous-préfecture de Tokachi, au bord de l'océan Pacifique, sur l'île de Hokkaidō, au Japon.
La rivière Atsunai (厚内川, Atsunai-gawa) passe à l'est de la commune, tandis que les rivières Shitakōbe (下頃辺川, Shitakōbe-gawa), Urahoro (ja) (浦幌川, Urahoro-gawa) et Tokachi (en) (十勝川, Tokachi-gawa) passent à l'ouest. Ces deux dernières se rejoignent au sud pour former la rivière Urahoro Tokachi (ja) (浦幌十勝川, Urahoro Tokachi-gawa).

### Climat
Selon la classification de Köppen, Urahoro possède un climat continental humide. Il y neige beaucoup et est désigné comme un pays de neige. En hiver, il n'est pas rare que les températures descendent en dessous de −20 °C.
| Mois                                             | jan.       | fév.       | mars       | avril     | mai       | juin      | jui.      | août     | sep.      | oct.      | nov.       | déc.       | année      |
| ------------------------------------------------ | ---------- | ---------- | ---------- | --------- | --------- | --------- | --------- | -------- | --------- | --------- | ---------- | ---------- | ---------- |
| Température minimale moyenne (°C)                | −13,2      | −12,3      | −6,1       | −0,4      | 5,1       | 9,8       | 14,2      | 15,8     | 12,1      | 4,4       | −2,1       | −9,6       | 1,5        |
| Température moyenne (°C)                         | −6,9       | −5,8       | −0,7       | 5         | 10,3      | 13,9      | 17,7      | 19,4     | 16,4      | 10        | 3,2        | −4         | 5,6        |
| Température maximale moyenne (°C)                | −0,8       | 0,1        | 4,5        | 10,8      | 16,1      | 19,1      | 22,5      | 24,1     | 21,6      | 16        | 8,9        | 1,6        | 12         |
| Record de froid (°C) date du record              | −25,6 2000 | −26,8 1978 | −20,8 1978 | −11 1979  | −4,2 2001 | 0 1985    | 6 1993    | 6,5 2002 | 0,9 2001  | −5,1 2016 | −14,3 1981 | −20,5 2012 | −26,8 1978 |
| Record de chaleur (°C) date du record            | 8,6 1983   | 11,9 2010  | 18,7 2018  | 31,6 1998 | 37,9 2019 | 36,1 2010 | 35,9 2023 | 36 2019  | 32,8 2019 | 28,4 2022 | 21 2003    | 14,8 1989  | 35,8 2023  |
| Ensoleillement (h)                               | 181,3      | 182,5      | 213,7      | 192,7     | 184,1     | 150       | 126,3     | 130,4    | 145,6     | 177,1     | 172,8      | 167,7      | 2 024      |
| Précipitations (mm)                              | 43,9       | 28,9       | 47         | 68,5      | 103,6     | 90,7      | 108       | 139,1    | 150,9     | 106,9     | 63         | 55,4       | 1 005,9    |
| dont neige (cm)                                  | 76         | 67         | 61         | 9         | 2         | 0         | 0         | 0        | 0         | 0         | 10         | 55         | 281        |
| Nombre de jours avec précipitations              | 5,1        | 4,3        | 6          | 8,3       | 9,5       | 8,5       | 10,1      | 11       | 10,5      | 8,1       | 6,9        | 6,3        | 94,6       |
| dont nombre de jours avec précipitations ≥ 10 mm | 1,3        | 1          | 1,4        | 1,8       | 3,3       | 2,7       | 3,5       | 4        | 4,4       | 2,8       | 2,1        | 1,8        | 30         |

| Diagramme climatique                                  |              |           |              |              |             |             |               |               |            |           |             |
| J                                                     | F            | M         | A            | M            | J           | J           | A             | S             | O          | N         | D           |
| −0,8−13,243,9                                         | 0,1−12,328,9 | 4,5−6,147 | 10,8−0,468,5 | 16,15,1103,6 | 19,19,890,7 | 22,514,2108 | 24,115,8139,1 | 21,612,1150,9 | 164,4106,9 | 8,9−2,163 | 1,6−9,655,4 |
| Moyennes : • Temp. maxi et mini °C • Précipitation mm |              |           |              |              |             |             |               |               |            |           |             |

## Histoire
Le 1er avril 1900, trois villages (Seigō (生剛村, Seigō-mura), Tokachi (十勝村, Tokachi-mura) et Aiushi (愛牛村, Aiushi-mura)) se séparent du village de Ōtsu (大津村, Ōtsu-mura). Six ans plus tard, en 1906, Seigō et Aiushi fusionnent et le village nouvellement formé conserve le nom de Seigō. En 1912, Seigō est renommé Urahoro (浦幌村, Urahoro-mura). Urahoro devient un bourg (Urahoro (浦幌町, Urahoro-chō)) en 1954.

## Toponymie
Le nom de la municipalité viendrait de l'aïnou mais deux théories existent quant à sa source exacte. Il trouverait son origine dans le mot urar-poro (brouillard, beaucoup), ou bien dans le mot orap-oro (Paeonia obovata, lieu).

## Politique et administration
Urahoro est jumelée avec :
- Hirono (Japon)[6],[7]

## Population

### Démographie
En 2020, la population d'Urahoro s'élevait à 4,387 habitants, répartis sur une superficie de 729,85 km2.
| 1960   | 1965   | 1970   | 1975   | 1980  | 1985  | 1990  |
| ------ | ------ | ------ | ------ | ----- | ----- | ----- |
| 14 150 | 13 780 | 11 726 | 10 354 | 9 693 | 9 258 | 8 395 |

| 1995  | 2000  | 2005  | 2010  | 2015  | 2020  | - |
| ----- | ----- | ----- | ----- | ----- | ----- | - |
| 7 621 | 6 846 | 6 068 | 5 460 | 4 919 | 4 387 | - |

## Culture locale et patrimoine

### Personnalités liées à la commune
- Hideo Azuma (1950-2019), mangaka